# Tor tor
 Tor tor és una espècie de peix cipriniforme de la família dels ciprínids.

## Morfologia
Els mascles poden assolir els 52 cm de longitud total i els 9 kg de pes.

## Distribució geogràfica
Es troba al Pakistan, l'Índia, Bangladesh, Myanmar, Nepal i Bhutan.